# Marcus Schwier
Marcus Schwier (ur. 1964 w Düsseldorfie) – niemiecki artysta. Zajmuje się głównie fotografią. Zaliczany jest do znanych przedstawicieli współczesnej fotografii w Niemczech.

## Życiorys
Marcus Schwier jest absolwentem Akademii Sztuk Pięknych w Düsseldorfie (Kunstakademie Düsseldorf), gdzie studiował u Ernst Kasper. Jego mentorem był Erwin Heerich.
Jako artysta fotograf uczestniczył w wielu wystawach; indywidualnych i zbiorowych (m.in.) Centrum Sztuki Współczesnej CSW w Touniu (2021), Światowy Dzień Fotografii w Centrum Aktywności Twórczej w Ustce (2020), Kunsthalle Düsseldorf (2019), Museum Ratingen (2019), Kunstmuseum Ravensburg (2018), Ludwig Galerie Schloss Oberhausen (2017), Kunsthalle Nürnberg (2016).
W latach 2000–2002 pełnił funkcje Profesora Fotografii University of Applied Sciences HSD w Düsseldorfie.
Szczególną rolę w twórczości Marcusa Schwier zajmuje fotografia architektury i fotografia dokumentalna (m.in. dokumentacja fotograficzna wystawy w Biurze Wystaw Artystycznych w Kielcach).

## Wystawy

### Wystawy indywidualne (wybrane)
- 2019 Kunsthalle Düsseldorf[3]
- 2019 Marcus Schwier: Ratingen West. Museum Ratingen[4]
- 2019 Marcus Schwier: draußen und drinnen – StadtRaumKörper. Kunst Galerie Fürth[5]
- 2018 Marcus Schwier: Ravensburg Kunstmuseum. Ravensburg[6]
- 2018 Marcus Schwier: Düsseldorf. Haus der Architekten, Architektenkammer Nordrhein-Westfalen[7]
- 2017 Marcus Schwier. Photography. Museum Schloss Benrath
- 2014 Rathaus Adieu! Museum Ratingen[8]
- 2012 intérieurs. Galerie f75, Stuttgart
- 2011 round about and straight ahead. Künstlerverein Malkasten Düsseldorf
- 2007 nightshots. Galerie Robert Morat, Hamburg
- 2003 works. Museum Ratingen
- 2003 works. Krefelder Kunstverein
- 2002 Luft, Wasser, hoch, niedrig. Museum Keitum / Sylt
- 2002 works. Art Gallery of Sudbury (Kanada)

### Wystawy zbiorowe (wybrane)
- 2021 Wystaw sie w CSW. Centrum Sztuki Współczesnej Znaki Czasu, CSW w Touniu[9]
- 2020 Światowy Dzień Fotografii. Centrum Aktywności Twórczej w Ustce
- 2019 Polke und die Folgen. Akademie-Galerie[10], Kunstakademie Düsseldorf
- 2018 Duesseldorf Photo
- 2019 Entwurf Zukunft. Ratingen-West und das neue Bauen / Bauhaus 100, Museum Ratingen[11]
- 2017 Spurensuche 7 + 7. (z Renatą Jaworską) Kunstverein Singen im Kunstmuseum Singen[12]
- 2017 Let's Buy It! Kunst und Einkauf. Von Albrecht Dürer über Andy Warhol bis Gerhard Richter. Ludwig Galerie Schloss Oberhausen
- 2017 Duesseldorf Photo Weekend
- 2015/2016 Homebase. Das Interieur in der zeitgenössischen Kunst. Kunsthalle Nürnberg, KAI10 Düsseldorf
- 2013 “Die Welt von oben” – Die Vogelperspektive in der Kunst. Zeppelin Museum Friedrichshafen
- 2012/2013 Carl Schuch und die zeitgenössische Stillleben-Fotografie. Stadtmuseum Siegburg, Herforder Kunstverein, Museum Ratingen, Siegerland Museum
- 2012 Infektiös. Haus der Wissenschaft, Braunschweig
- 2009 Europäischer Architekturfotopreis. Deutsches Architekturmuseum Frankfurt am Main
- 2008 Fotografie und Skulptur. Galerie Andreas Brüning
- 2007 Nachtwandler / Noktambule. Galerie foto forum, Bozen
- 2006 5e Concours Rénan de la Photographie d´Architecture in: Colmar, Strasbourg, Karlsruhe
- 2004 Video im Schauspielhaus Bochum

## Publikacje
- Marcus Schwier: Ratingen-West. Hrsg. Museum Ratingen 2019, ISBN 978-3-926538-76-5
- Marcus Schwier: Düsseldorf. Grupello Verlag, 2018, ISBN 978-3-89978-304-9.[13]
- Marcus Schwier: draussen und drinnen – StadtRaumKörper. verlag kunst galerie fürth, 2018, ISBN 978-3-9813858-6-1.
- Let´s buy it! Kunst und Einkauf, Von Albrecht Dürer über Andy Warhol bis Gerhard Richter. Ludwiggalerie Schloss Oberhausen, Hrg. Christine Vogt. Kerber Verlag, 2017, ISBN 978-3-7356-0320-3.
- Schloss und Park Benrath. Fotografien von Marcus Schwier. Hatje Cantz, 2016, ISBN 978-3-7757-4177-4.
- Homebase. Das Interieur in der Gegenwartskunst. Kunsthalle Nürnberg und Kai10. Kerberverlag, 2015, ISBN 978-3-7356-0149-0.
- Geschichten vom Kontrollierten Zufall. Renata Jaworska und Marcus Schwier. Nünnerich Asmus Verlag, 2015, ISBN 978-3-945751-18-3.
- Die Welt von oben. Hrsg. Dr. Ursula Zeller und Frank-Thorsten Moll. 2013, ISBN 978-3-00-043729-8.
- Stillleben, Carl Schuch und die zeitgenössische Stilllebenfotografie. Hrsg. Museum Ratingen und Siegerlandmuseum. Kerber Verlag, 2013, ISBN 978-3-86678-694-3.
- Marcus Schwier: Intérieurs. Text Eduard von Habsburg-Lothringen. Kerber Verlag, 2011, ISBN 978-3-86678-601-1.
- Kunst nach 1945. Wienand Verlag, 2011, ISBN 978-3-86832-059-6.
- Neue Heimat | New Homeland. European Prize of Architectural Photography 2009. AVedition, ISBN 978-3-89986-117-4.
- Marcus Schwier: works. Lindemanns Verlag, 2002, ISBN 3-89506-232-4.
- „Na also!“ sprach Zarathustra. Alexander Nitzberg, Gedichte – Marcus Schwier, Fotos. Grupello Verlag, 2000, ISBN 3-933749-30-1.
- Marcus Schwier: Studienhaus Düsseldorf. Grupello Verlag, 1998, ISBN 3-933749-00-X.